# Marcos Dionísio
Marcos Dionísio Medeiros Caldas (Natal, 23 de maio de 1961 — Natal, 11 de fevereiro de 2017) foi um advogado brasileiro e ativista dos direitos humanos.

## Biografia
Natural de Natal, no Rio Grande do Norte, formou-se em Direito na Universidade Federal do Rio Grande do Norte em 1987 e destacou-se por seu ativismo em prol da defesa das minorias.
Ao longo de sua trajetória, chegou a atuar na busca por direitos dos policiais civis e militares, tendo exercido atividades no Núcleo de Controle Externo da Atividade Policial (NUCAP) do Ministério Público Estadual do Rio Grande do Norte.
Além disso, foi membro na Comissão de Direitos Humanos da OAB, foi ouvidor da Secretaria de Defesa Social do Estado do Rio Grande do Norte. Atuou junto à coordenação do Comitê Popular da Copa de Natal e do Observatório da Justiça e Cidadania do Rio Grande do Norte. Também é considerado responsável pela estruturação da Defensoria Pública do Rio Grande do Norte e do Centro de Referência em Direitos Humanos (CRDH). Foi presidente do Conselho Estadual de Direitos Humanos do Rio Grande do Norte, função que ocupou até seu falecimento, em 2017. 

## Morte
Morreu vítima de um câncer que tratava desde 2016, um ano antes de sua morte.

## Reconhecimento
Em 2017, após sua morte, a Comissão de Direitos Humanos da OAB homenageou Marcos Dionísio em solenidade. Em 2019, foi homenageado no Senado Federal com a entrega da Comenda de Direitos Humanos Dom Hélder Câmara. 
O Centro de Referência em Direitos Humanos (CRDH) tornou-se Centro de Referência em Direitos Humanos Marcos Dionísio após sua morte e relembrou a trajetória do ativista no documentário "A Rua Grita Dionísios". 
No dia 21 de outubro de 2020, a Assembleia Legislativa do Rio Grande do Norte aprovou, por unanimidade, a criação da Medalha de Mérito em Direitos Humanos Marcos Dionísio. Em 2021, a Câmara Municipal de Natal aprovou a criação da Comenda Marcos Dionísio.
Além disso, em 2022, um albergue municipal que leva o seu nome foi criado para abrigar pessoas em situação de rua no município de Natal. 